# Zack Snyder
Zachary Edward Snyder (Green Bay, Wisconsin, 1 de marzo de 1966), conocido generalmente como Zack Snyder, es un director de cine, productor, guionista y director de fotografía estadounidense. Debutó en el cine en 2004 con Dawn of the Dead, una nueva versión de la película de terror de 1978 del mismo nombre. Desde entonces, ha dirigido o producido varias películas de cómics y superhéroes, como 300 (2006) y Watchmen (2009), así como la película de Superman que dio inicio al Universo extendido de DC, El hombre de acero (2013), y sus continuaciones, Batman v Superman: Dawn of Justice (2016) y Liga de la Justicia (2017). En 2021 se estrenó una versión del director de Liga de la Justicia. También dirigió la película animada por computadora, Ga'Hoole: la leyenda de los guardianes (2010), la película de acción psicológica, Sucker Punch (2011), la película de atracos de zombis Army of the Dead (2021) y la película de ópera espacial, Rebel Moon (2023).
En 2004, fundó la productora The Stone Quarry (antes conocida como Cruel and Unusual Films) junto a su esposa Deborah Snyder y su socio productor Wesley Coller.

## Primeros años

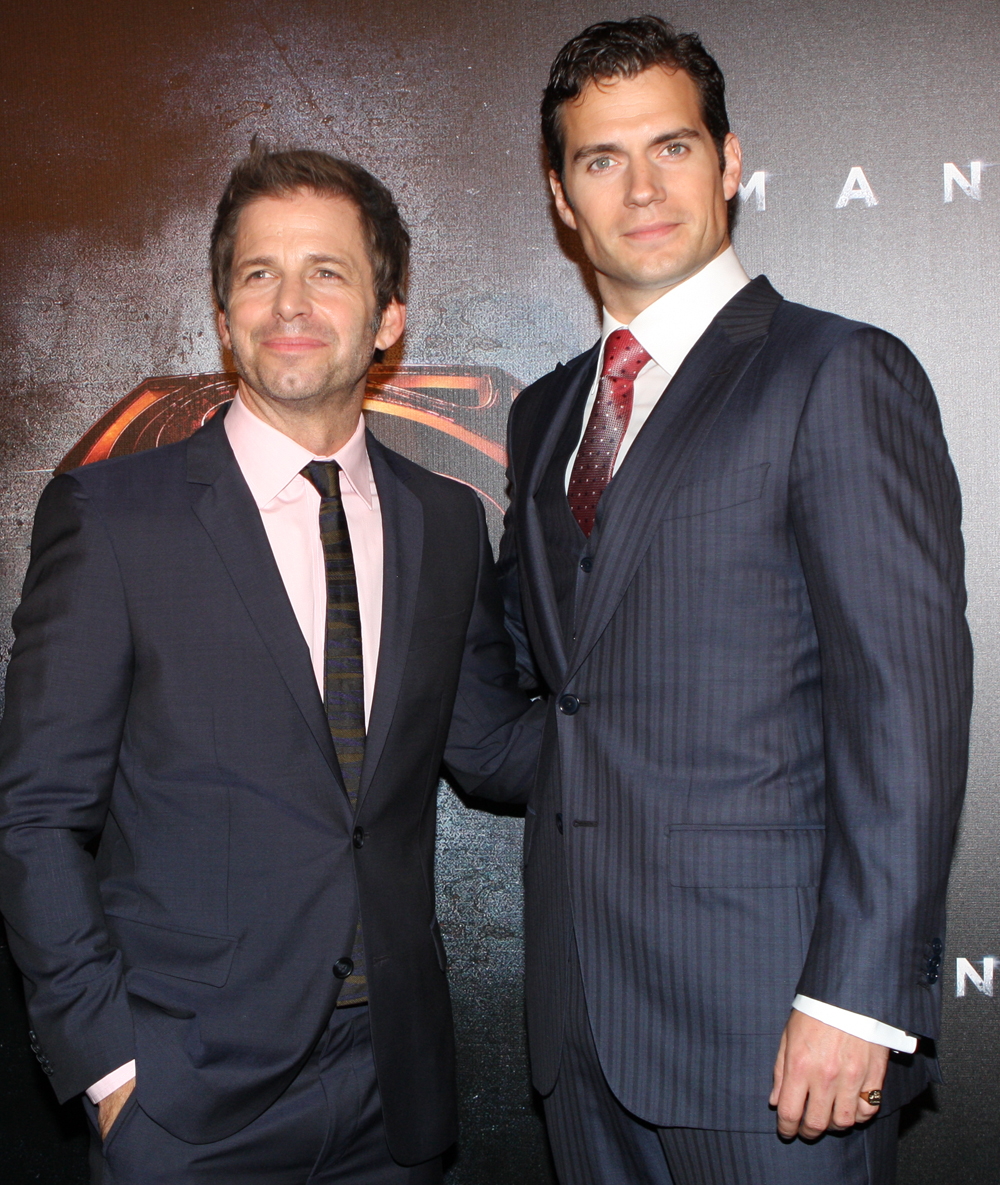
Snyder y Henry Cavill, en el estreno de El hombre de acero, en 2013.

Snyder nació en Green Bay, Wisconsin y se crio en Riverside. Su madre, Marsha Manley (de soltera Reeves; fallecida en 2010), era pintora y profesora de fotografía en la escuela Daycroft, a la que Snyder asistió posteriormente. Su padre, Charles Edward "Ed" Snyder, trabajaba como reclutador de ejecutivos. Tiene una hermana mayor, Audrey, y fue criado como Científico Cristiano. También tenía un hermano, Sam, que murió cuando Snyder era un adolescente.
De niño, Snyder asistió al Campamento Owatonna en Harrison, Maine, durante los meses de verano. Snyder estudió pintura un año después del instituto en la Escuela de Bellas Artes de Heatherley, en Inglaterra, aunque ya había empezado a hacer cine. Después, Snyder asistió al Art Center College of Design de Pasadena, California. Se graduó con una Licenciatura en Bellas Artes en cine en 1989.
Las notas de producción de la primera película de Snyder, Dawn of the Dead, describen a Snyder como "un entusiasta del cómic y del cine de terror en su juventud".

## Carrera
Snyder debutó en el cine con la nueva versión de la película de terror Dawn of the Dead (2004), y se anotó un éxito de taquilla con la película de fantasía bélica 300 (2006), adaptación de la miniserie homónima de Dark Horse Comics del escritor y artista Frank Miller. Su película Watchmen de Warner Bros. se estrenó el 6 de marzo de 2009 y recaudó 185 millones de dólares en todo el mundo. Su proyecto de seguimiento/debut de animación, Ga'Hoole: la leyenda de los guardianes, se estrenó el 24 de septiembre de 2010. Snyder produjo, coescribió y dirigió Sucker Punch, que se estrenó el 25 de marzo de 2011. La película, basada en un guion escrito por Snyder y Steve Shibuya, trataba sobre una joven internada en un hospital psiquiátrico que fantasea con la posibilidad de escapar con sus compañeras.
Dirigió El hombre de acero de 2013 para Warner Bros., un reinicio de la franquicia de Superman y el arranque del Universo extendido de DC (DCEU) y produjo la precuela/secuela de 300, 300: Rise of an Empire (2014).
Durante la Comic-Con de 2013, Snyder anunció que Batman y Superman compartirían pantalla en Batman v Superman: Dawn of Justice, estrenada en 2016. Snyder dirigió, Cavill retomó su papel de Superman y Ben Affleck interpretó a Batman. Snyder dirigió Liga de la Justicia de 2017 de Warner Bros, pero se retiró durante la posproducción para lidiar con la muerte de su hija, Autumn Snyder. Su sustituto fue Joss Whedon.
El 29 de enero de 2019, Snyder anunció que había firmado para dirigir Army of the Dead, un suspenso de atracos de zombis, para Netflix. Snyder dirigió y produjo junto a su compañera y esposa, Deborah Snyder, a través de su nueva productora, The Stone Quarry. Su acuerdo con Netflix se ha ampliado desde entonces en varios proyectos de El ejército de los muertos; Army of Thieves, una precuela estrenada en 2021, y Planet of the Dead, una secuela por crear.
El 20 de mayo de 2020, Snyder anunció que La Liga de la Justicia de Zack Snyder se estrenaría en el servicio de streaming HBO Max en 2021. La película se estrenó el 18 de marzo de 2021.
En julio de 2021, se anunció oficialmente que Snyder estaba desarrollando la película Rebel Moon para Netflix. Se inspirará en Star Wars y en las películas de Akira Kurosawa. El rodaje comenzó en abril de 2022 y concluyó en diciembre de ese año, desarrollando el proyecto como una película en dos partes.
En mayo de 2021, Snyder estaba trabajando en Horse Latitudes, antes conocida como The Last Photograph, un drama sobre un fotógrafo de guerra en Sudamérica. También estaba trabajando en una adaptación de la novela de 1943, El manantial de Ayn Rand, pero confirmó que lo había abandonado en 2021 por motivos políticos. También ha expresado su interés en hacer una película, al estilo de 300, sobre George Washington.
Snyder produjo Twilight of the Gods, una serie web estilo de anime inspirada en la mitología nórdica para Netflix. Snyder también está desarrollando una película del Rey Arturo, de la que ha dicho que será un "recuento fiel". Estará ambientada en la época de la fiebre del Oro estadounidense.
Después de Rebel Moon, Snyder volverá a dirigir Planet of the Dead, una secuela de El ejército de los muertos. También firmó un acuerdo de primera vista con Netflix.

## Cine

### Estilo
Snyder utiliza a menudo la cámara lenta, en particular la técnica de la rampa de velocidad, dentro y fuera de las escenas de lucha de sus películas, diferenciándose de otros directores que realizan múltiples cortes y primeros planos durante una pelea. Un plano de un minuto de duración de 300 muestra al rey Leónidas masacrando a sus enemigos, la cámara se acerca y se aleja para enfatizar cada muerte y movimiento que hace Leónidas.
Snyder dijo: "Hay otras películas de superhéroes en las que se bromea con que básicamente nadie sale herido. Eso no es lo nuestro. ¿Cuál es ese mensaje? ¿Que está bien que haya una destrucción masiva sin consecuencias para nadie? De eso se trataba Watchmen en muchos sentidos también. Había una escena, esa escena en la que Dan y Laurie son asaltados. Ellos golpean a los criminales. Yo era como el primer tipo, quiero mostrar su brazo roto. Quiero una fractura compuesta. No quiero que sea limpia. Quiero que digan, 'Oh Dios mío, supongo que tienes razón. Si acabas de golpear a un tipo en un callejón no va a estar simplemente tirado en el suelo. Va a ser un desastre'".
La producción de Netflix, El ejército de los muertos fue un proyecto especial para Snyder, ya que actuó como su propio director de fotografía, además de ser su primera película rodada digitalmente.

### Recepción
Snyder ha sido descrito como uno de los directores más polarizantes del cine moderno. David Ehrlich de IndieWire escribió que el "nombre de Snyder es suficiente para lanzar mil tuits furiosos, y la escritura más apasionada sobre su trabajo se encuentra exclusivamente en las secciones de comentarios de sitios web como este. Los críticos de Snyder parecen odiarle de verdad, y los fanes de Snyder parecen odiar a sus críticos… ¿Es Snyder un maestro o un pirata? ¿Un creador de mitos incomprendido, o un idiota con una cámara de cine?" El crítico de cine Armond White ha incluido a Snyder entre los cuatro mejores cineastas de la década de 2010. El director James Cameron ha citado a Snyder como fuente de inspiración, alabando su "lenguaje cinematográfico".

## Vida personal
En 2009, Snyder mencionó Excalibur, Mad Max 2, La naranja mecánica, Terciopelo azul y RoboCop como sus cinco películas favoritas.

### Familia
Snyder vive en Pasadena, California con su segunda esposa, la productora Deborah Johnson. La pareja se conoció en 1996, empezó a salir en 2002 y se casó el 25 de septiembre de 2004 en la Iglesia Episcopal de San Bartolomé, en Manhattan, Nueva York. Anteriormente estuvo casado con Denise Weber.
Snyder tiene ocho hijos: dos hijos biológicos y dos hijas adoptivas con Weber, dos hijos biológicos de una relación con Kirsten Elin y dos hijos adoptivos con Johnson. El suicidio de su hija Autumn llevó a Snyder a retirarse del trabajo de posproducción en Liga de la Justicia en mayo de 2017 para estar con su familia, lo que resultó en que Joss Whedon completara la película en su lugar.

### Filantropía
Tras el suicidio de su hija, Snyder se involucró en actividades filantrópicas dirigidas a la prevención del suicidio y a la concienciación sobre la salud mental. Snyder promovió este esfuerzo en las redes sociales mediante la venta de ropa y mercancías relacionadas con el Snyder Cut; en mayo de 2021, se reveló que este esfuerzo había recaudado más de 750.000 dólares en donaciones benéficas a la Fundación estadounidense para la Prevención del Suicidio.
En otro esfuerzo por ayudar a la prevención del suicidio, Snyder incluyó una valla publicitaria para la Fundación estadounidense para la Prevención del Suicidio con el mensaje "No estás solo" en una escena de Liga de la Justicia de Zack Snyder. La película incluye otros homenajes a su difunta hija.
Snyder dirigió 2 anuncios de servicio público para la Leukemia & Lymphoma Society en 2018.
En 2021, Snyder se asoció con Save the Children, una organización mundial de defensa de los derechos de los niños, para construir un hospital temporal de 100 camas en Delhi para ayudar a combatir la pandemia de COVID-19 en India.

### Opiniones políticas
Aunque sus películas han sido acusadas de tener mensajes de derecha, políticamente, Snyder es un demócrata liberal. Apoyó a Joe Biden en las elecciones presidenciales de 2020. En una entrevista de 2021 con The Guardian, declaró:
¡Voto a los demócratas! Soy un verdadero amante de los derechos individuales. Siempre he sido un defensor súper fuerte de los derechos de la mujer y del derecho de la mujer a elegir, y siempre he estado rodeado de mujeres poderosas. Y, por supuesto, soy un gran defensor de los derechos de todas las etnias y de todos los ámbitos de la vida. Diría que soy un tipo bastante liberal. Quiero asegurarme de que todo el mundo sea escuchado y se sienta incluido. No tengo una agenda política de derechas. La gente ve lo que quiere ver. Para mí, ese no era ciertamente el objetivo.

## Filmografía

### Películas
| Año  | Título                                 | Director | Productor | Guionista | Fotografía | Crítica | Notas                                                          |
| ---- | -------------------------------------- | -------- | --------- | --------- | ---------- | ------- | -------------------------------------------------------------- |
| 2004 | Dawn of the Dead                       | Sí       |           |           |            | 76%     | Debut como director                                            |
| 2007 | 300                                    | Sí       |           | Sí        |            | 62%     | Co-guionista con Kurt Johnstad y Michael B. Gordon             |
| 2009 | Watchmen                               | Sí       |           |           |            | 65%     |                                                                |
| 2010 | Ga'Hoole: la leyenda de los guardianes | Sí       |           |           |            | 52%     |                                                                |
| 2011 | Sucker Punch                           | Sí       | Sí        | Sí        |            | 22%     | Co-guionista con Steve Shibuya                                 |
| 2013 | El hombre de acero                     | Sí       |           |           |            | 56%     |                                                                |
| 2014 | 300: Rise of an Empire                 |          | Sí        | Sí        |            | 45%     | Co-guionista con Kurt Johnstad                                 |
| 2016 | Batman v Superman: Dawn of Justice     | Sí       |           |           |            | 29%     |                                                                |
| 2016 | Suicide Squad                          |          | Sí        |           |            | 26%     | Productor ejecutivo, También director del cameo de Barry Allen |
| 2017 | Wonder Woman                           |          | Sí        | Sí        |            | 93%     | Historia co-escrita con Allan Heinberg y Jason Fuchs           |
| 2017 | Liga de la Justicia                    | Sí       |           | Sí        |            | 40%     | Historia co-escrita con Chris Terrio                           |
| 2018 | Aquaman                                |          | Sí        |           |            | 65%     | Productor ejecutivo                                            |
| 2020 | Wonder Woman 1984                      |          | Sí        |           |            | 60%     |                                                                |
| 2021 | Zack Snyder's Justice League           | Sí       |           | Sí        |            | 71%     | Historia co-escrita con Chris Terrio y Will Beall              |
| 2021 | Army of the Dead                       | Sí       | Sí        | Sí        | Sí         | 67%     | Co-guionista con Shay Hatten y Joby Harold                     |
| 2021 | The Suicide Squad                      |          | Sí        |           |            | 91%     | Productor ejecutivo                                            |
| 2021 | Army of Thieves                        |          | Sí        | Sí        |            | 68%     | Historia co-escrita con Shay Hatten                            |
| 2023 | Rebel Moon: Part One - A Child of Fire | Sí       | Sí        | Sí        | Sí         | 53%     | Co-guionista con Shay Hatten y Kurt Johnstad                   |
| 2024 | Rebel Moon – Part Two: The Scargiver   | Sí       | Sí        | Sí        | Sí         | 67%     | Co-guionista con Shay Hatten y Kurt Johnstad                   |
| —    | The Last Photograph                    | Sí       | Sí        | Sí        |            |         | Co-guionista con Kurt Johnstad                                 |

### Cortometrajes
| Año  | Título                                              | Director | Productor | Guionista | Fotografía | Notas                                                                              |
| ---- | --------------------------------------------------- | -------- | --------- | --------- | ---------- | ---------------------------------------------------------------------------------- |
| 1990 | For a Moment Alive                                  | Sí       |           | Sí        |            | Student film                                                                       |
| 1990 | Michael Jordan's Playground                         | Sí       |           |           |            | Directo a video                                                                    |
| 2004 | The Lost Tape: Andy's Terrifying Last Days Revealed | Sí       |           |           |            |                                                                                    |
| 2009 | Tales of the Black Freighter                        |          | Sí        | Sí        |            | Coescrito con Alex Tse, Cortometraje Animado, Productor ejecutivo, Directo a video |
| 2009 | Under the Hood                                      |          | Sí        |           |            | Productor ejecutivo, Directo a video                                               |
| 2013 | Superman 75th Anniversary                           | Sí       |           | Sí        |            | Historia Coescrita con Bruce W. Timm                                               |
| 2017 | Snow Steam Iron                                     | Sí       | Sí        | Sí        | Sí         | Historia                                                                           |

### Televisión
| Año  | Título                       | Director | Productor | Guionista | Creador | Notas                                                       |
| ---- | ---------------------------- | -------- | --------- | --------- | ------- | ----------------------------------------------------------- |
| 2022 | Teen Titans Go!              |          |           |           |         | Estrella invitada, Episodio "365!"                          |
| 2024 | Twilight of the Gods         | Sí       |           | Sí        | Sí      | Cocreado con Jay Oliva y Eric Carrasco, Productor ejecutivo |
| —    | Army of the Dead: Lost Vegas | Sí       | Sí        |           |         | Productor ejecutivo                                         |

### Colaboradores recurrentes
| Actores             | Dawn of the Dead (2004) | 300 (2007) | Watchmen (2009) | Ga'Hoole: la leyenda de los guardianes (2010) | Sucker Punch (2011) | El hombre de acero (2013) | Batman v Superman: Dawn of Justice (2016) | Zack Snyder's Justice League (2021) | Army of the Dead (2021) | Rebel Moon - Part One: A Child of Fire (2023) | Rebel Moon – Part Two: The Scargiver (2024) |
| ------------------- | ----------------------- | ---------- | --------------- | --------------------------------------------- | ------------------- | ------------------------- | ----------------------------------------- | ----------------------------------- | ----------------------- | --------------------------------------------- | ------------------------------------------- |
| Michael Kelly       | ✘                       |            |                 |                                               |                     | ✘                         |                                           |                                     |                         |                                               |                                             |
| Samantha Win        |                         |            |                 |                                               | ✘ (Doble)           | ✘                         |                                           | ✘                                   | ✘                       |                                               |                                             |
| Patrick Wilson      |                         |            | ✘               |                                               |                     |                           | ✘ (Voz telefónica)                        |                                     |                         |                                               |                                             |
| Amy Adams           |                         |            |                 |                                               |                     | ✘                         | ✘                                         | ✘                                   |                         |                                               |                                             |
| Matt Frewer         | ✘                       |            | ✘               |                                               |                     |                           |                                           |                                     |                         |                                               |                                             |
| Carla Gugino        |                         |            | ✘               |                                               | ✘                   | ✘ (Solo voz)              | ✘ (Solo voz)                              | ✘ (Solo voz)                        |                         |                                               |                                             |
| Henry Cavill        |                         |            |                 |                                               |                     | ✘                         | ✘                                         | ✘                                   |                         |                                               |                                             |
| Jena Malone         |                         |            |                 |                                               | ✘                   |                           | ✘                                         |                                     |                         | ✘                                             |                                             |
| Ben Affleck         |                         |            |                 |                                               |                     |                           | ✘                                         | ✘                                   |                         |                                               |                                             |
| Sofia Boutella      |                         |            |                 |                                               |                     |                           |                                           |                                     |                         | ✘                                             | ✘                                           |
| Jeffrey Dean Morgan |                         |            | ✘               |                                               |                     |                           | ✘                                         |                                     |                         |                                               |                                             |
| Ray Fisher          |                         |            |                 |                                               |                     |                           | ✘                                         | ✘                                   |                         | ✘                                             | ✘                                           |
| David Wenham        |                         | ✘          |                 | ✘                                             |                     |                           |                                           |                                     |                         |                                               |                                             |
| Abbie Cornish       |                         |            |                 | ✘                                             | ✘                   |                           |                                           |                                     |                         |                                               |                                             |
| Eli Snyder          |                         | ✘          | ✘               |                                               | ✘                   |                           |                                           |                                     |                         |                                               |                                             |
| Ray Porter          |                         |            |                 |                                               |                     |                           |                                           | ✘                                   |                         | ✘                                             |                                             |

### Videos musicales
| Año  | Artista             | Canción                |
| ---- | ------------------- | ---------------------- |
| 1989 | Lizzy Borden        | "Love Is a Crime"      |
| 1992 | Peter Murphy        | "You're So Close"      |
| 1992 | Morrissey           | "Tomorrow"             |
| 1992 | Soul Asylum         | "Somebody to Shove"    |
| 1993 | Soul Asylum         | "Black Gold"           |
| 1993 | Alexander O'Neal    | "In the Middle"        |
| 1994 | ZZ Top              | "World of Swirl"       |
| 1994 | Dionne Farris       | "I Know"               |
| 1995 | Rod Stewart         | "Leave Virginia Alone" |
| 2009 | My Chemical Romance | "Desolation Row"       |

### Premios y nominaciones
El trabajo de Snyder le ha válido varios premios, incluyendo dos Clio Awards y un Gold Lion Award por su comercial de "Frisbee" en Jeep. También ganó el Premio al Humor de la Sociedad de Anunciantes Británicos por su controvertido anuncio de la Cerveza EB "General's Party".
| Año  | Premio                                   | Categoría                                                                                          | Trabajo nominado                                                          | Resultado |
| ---- | ---------------------------------------- | -------------------------------------------------------------------------------------------------- | ------------------------------------------------------------------------- | --------- |
| 2004 | Cannes Film Festival                     | Golden Camera                                                                                      | Dawn of the Dead                                                          | Nominado  |
| 2007 | Golden Schmoes Award                     | Best Director of the Year                                                                          | 300                                                                       | Nominado  |
| 2007 | Rondo Statuette                          | Best Movie                                                                                         | 300                                                                       | Nominado  |
| 2007 | Hollywood Film Award                     | Hollywood Movie of the Year                                                                        | 300                                                                       | Ganador   |
| 2008 | Saturn Award                             | Mejor director                                                                                     | 300                                                                       | Ganador   |
| 2008 | Saturn Award                             | Mejor guion de cine (compartido con Michael B. Gordon & Kurt Johnstad)                             | 300                                                                       | Nominado  |
| 2009 | ShoWest Award                            | Director of the Year                                                                               | Watchmen                                                                  | Ganador   |
| 2009 | Rondo Statuette                          | Best Film                                                                                          | Watchmen                                                                  | Nominado  |
| 2010 | Saturn Award                             | Mejor director                                                                                     | Watchmen                                                                  | Nominado  |
| 2010 | SFX Award                                | Best Director                                                                                      | Watchmen                                                                  | Nominado  |
| 2010 | St. Louis Film Critics Association Award | Best Animated Feature Film                                                                         | Ga'Hoole: la leyenda de los guardianes                                    | Nominado  |
| 2013 | Hollywood Film Award                     | Hollywood Movie of the Year                                                                        | El hombre de acero                                                        | Nominado  |
| 2013 | Rondo Statuette                          | Best Film                                                                                          | El hombre de acero                                                        | Nominado  |
| 2014 | Jupiter Award                            | Best International Film                                                                            | El hombre de acero                                                        | Nominado  |
| 2017 | Golden Raspberry Award                   | Peor Director                                                                                      | Batman v Superman: Dawn of Justice                                        | Nominado  |
| 2017 | Jupiter Award                            | Mejor director                                                                                     | Batman v Superman: Dawn of Justice                                        | Nominado  |
| 2017 | Dragon Awards                            | Best Science Fiction or Fantasy Movie (compartido con Patty Jenkins, Allan Heinberg & Jason Fuchs) | Wonder Woman                                                              | Ganador   |
| 2017 | Satellite Awards                         | Mejor guion adaptado (compartido con Allan Heinberg & Jason Fuchs)                                 | Wonder Woman                                                              | Nominado  |
| 2018 | American Film Institute                  | Top 10 mejores películas del año (compartido con Charles Roven, Richard Suckle & Deborah Snyder)   | Wonder Woman                                                              | Ganador   |
| 2018 | Producers Guild of America Awards        | Best Theatrical Motion Picture (compartido con Charles Roven, Richard Suckle & Deborah Snyder)     | Wonder Woman                                                              | Nominado  |
| 2018 | Hugo Awards                              | Mejor presentación dramática (compartido con Patty Jenkins, Allan Heinberg & Jason Fuchs)          | Wonder Woman                                                              | Ganador   |
| 2021 | Hollywood Critics Association            | Valiant Award                                                                                      | Él mismo                                                                  | Ganador   |
| 2021 | Dragon Awards                            | Best Science Fiction or Fantasy Movie                                                              | Zack Snyder's Justice League                                              | Nominado  |
| 2022 | Menciones en los Premios de la Academia  | Oscars Cheer Moment                                                                                | «Flash entra en la fuerza de la velocidad» - Zack Snyder's Justice League | Ganador   |
| 2022 | Menciones en los Premios de la Academia  | Oscars Fan Favorite                                                                                | Army of the Dead                                                          | Ganador   |
| 2024 | Joy Awards                               | Honorary Entertainment Makers Award                                                                | Él mismo                                                                  | Ganador   |